# Przegląd Socjologiczny
Przegląd Socjologiczny – polskie czasopismo socjologiczne założone w Poznaniu przez prof. Floriana Znanieckiego w 1930 r. Przed II wojną światową ukazało się siedem tomów. Na łamach pisma zamieszczali artykuły m.in. Ludwik Krzywicki, Stanisław Ossowski, Stanisław Rychliński i Florian Znaniecki. 

Pragniemy (...) zamanifestować, że pismo nie ma wyrażać poglądów jakiegoś »kierunku« czy »szkoły«, lecz reprezentować polski ruch socjologiczny w ogóle.

Na przełomie lat 1946/1947 czasopismo został reaktywowane w Łodzi i działało pod redakcją prof. Józefa Chałasińskiego w porozumieniu z F. Znanieckim przebywającym w Stanach Zjednoczonych. Ukazał się wówczas tom VIII, zawierający niektóre artykuły przygotowane do publikacji w 1939 r. Ukazały się jeszcze tomy IX i X, zanim w rezultacie procesu stalinizacji zlikwidowano w Polsce katedry, studia uniwersyteckie, placówki badawcze i wydawnictwa poświęcone socjologii jako „nauce burżuazyjnej”. 
„Odwilż” Października 1956 pozwoliła na odrodzenie się socjologii akademickiej. Wówczas J. Chałasiński wraz z zespołem wznowił wydawanie „Przeglądu…” pod auspicjami Łódzkiego Towarzystwa Naukowego (ŁTN). Pojawiły się wtedy także inne czasopisma socjologiczne, przede wszystkim „Kultura i Społeczeństwo” (założone też przez Chałasińskiego) oraz „Studia Socjologiczne”. Profil naukowy „Przeglądu…” formowany był w tych latach przez Chałasińskiego i jego współpracowników. Stało się to szczególnie wyraźne w latach 60. XX w., kiedy Chałasiński – w ramach restrykcji za krytykę polityki PZPR wobec nauki – został pozbawiony stanowisk w PAN i na Uniwersytecie Łódzkim.
Po jego śmierci pismo redagował od roku 1979 prof. Jan Lutyński w towarzystwie współpracowników z Uniwersytetu Łódzkiego: Antoniny Kłoskowskiej, Jolanty Kulpińskiej, Wacława Piotrowskiego i Jana Szczepańskiego. W latach 80. XX w.  „Przegląd …” koncentrował się na prezentacji badań socjologicznych nad przemianami zachodzącymi w Polsce, co prowadziło do kłopotów z cenzurą. Jaskrawym przykładem jest zeszyt relacjonujący obrady VI Zjazdu Socjologicznego (wrzesień 1981 w Łodzi), który był planowany w ramach tomu XXXV, a ukazał się jako pierwszy zeszyt tomu LV w roku 2006. Jeszcze kilka lat po śmierci J. Lutyńskiego w kwietniu 1988 ukazywały się zeszyty przez niego przygotowane.
W latach 1989–2015 redaktorem naczelnym „Przeglądu Socjologicznego” była Jolanta Kulpińska. Początki jej kadencji przypadły na czas przemian ustrojowych, w tym likwidacji cenzury. Dzięki temu, że presja cenzury przestała istnieć, znikła także groźba zatrzymania publikacji poszczególnych zeszytów (co zdarzało się w latach 80. ), a nowy redaktor naczelny korzystał ze swobody w projektowaniu problematyki zeszytów tematycznych. Na początku lat 90.  na łamach „Przeglądu Socjologicznego” dominowały zagadnienia polityczno-społeczne. W latach późniejszych zakres tematyczny publikowanych tekstów rozszerzył się na praktycznie całe spektrum problematyki socjologicznej. W drugiej dekadzie XXI wieku ustabilizował się schemat, zgodnie z którym wśród czterech cokwartalnych zeszytów co najmniej jeden jest anglojęzyczny i co najmniej jeden zawiera artykuły nadesłane przez poszczególnych autorów, natomiast dwa zeszyty z reguły mają określony profil tematyczny.
Redaktorem naczelnym „Przeglądu Socjologicznego” (od 2016) jest Marek Czyżewski, zastępcami redaktora naczelnego – Jolanta Kulpińska oraz Sylwia Męcfal. W skład Zespołu Redakcyjnego (2022) wchodzą pracownicy Instytutu Socjologii Uniwersytetu Łódzkiego: Zbigniew Bokszański, Kaja Kaźmierska, Paweł Starosta, Agnieszka Golczyńska-Grondas, Katarzyna Grzeszkiewicz-Radulska, a także: Mikołaj Cześnik (prof. Uniwersytetu SWPS), Zbigniew Drąg (UJ), Krystyna Janicka (prof. PAN), Anna Kiersztyn (prof. UW), Andreas Langenohl (prof. Uniwersytetu w Giessen), Sylwia Michalska (IRWiR PAN), Adam Mrozowicki (prof. Uniwersytetu Wrocławskiego) oraz Marek Nowak (prof. Uniwersytetu Adama Mickiewicza w Poznaniu). 
Radę Redakcyjną tworzą (2021): David Brown, Krzysztof Gorlach, Harry Melin, Fritz Schütze, Kazimierz M. Słomczyński, Piotr Sztompka, Lynda Walters, Włodzimierz Wincławski, Marek Ziółkowski.
Wydawcą pisma jest Łódzkie Towarzystwo Naukowe.
Czasopismo jest indeksowane w bazach: Index Copernicus, ERIH Plus, BazHum, CEEOL, CEJSH, CrossRef (DOI), EBSCOhost, Google Scholar, Index Copernicus – ICV 2017: 91.10, PBN/POL-Index. Pismo znajduje się na liście czasopism naukowych Ministra Nauki i Szkolnictwa Wyższego (w 2021 liczba punktów: 70).